# يان فروده أندرسن
يان فروده أندرسن (بالنرويجية: Jan Frode Andersen‏) مواليد 29 أغسطس 1972 في النرويج، هو لاعب كرة مضرب نرويجي سابق بدأ مسيرته كمحترف سنة 1997 وكان يلعب باليد اليسرى، اعتزل اللعب في 2005. أعلى تصنيف له في الفردي كان المركز الـ 135 في سنة 1999. أعلى تصنيف له في الزوجي كان المركز الـ 295 في سنة 2003.

## روابط خارجية
- يان فروده أندرسن على موقع رابطة محترفي التنس (الإنجليزية)
- يان فروده أندرسن على موقع الاتحاد الدولي لكرة المضرب (الإنجليزية)
- يان فروده أندرسن على موقع كأس ديفيز (الإنجليزية)
- يان فروده أندرسن على موقع خلاصة التنس.كوم (الإنجليزية)
- يان فروده أندرسن على موقع إي إس بي إن.كوم (الإنجليزية)